# Monts Myohyang
Les monts Myohyang (en coréen, Myohyangsan (묘향산, 妙香山), san signifiant « montagne » en coréen) constituent l'un des principaux ensembles montagneux de la Corée du Nord, au nord-ouest de la péninsule coréenne.
Le point culminant, le mont Biro, s'élève à plus de 1 900 m d'altitude. 

## Tourisme

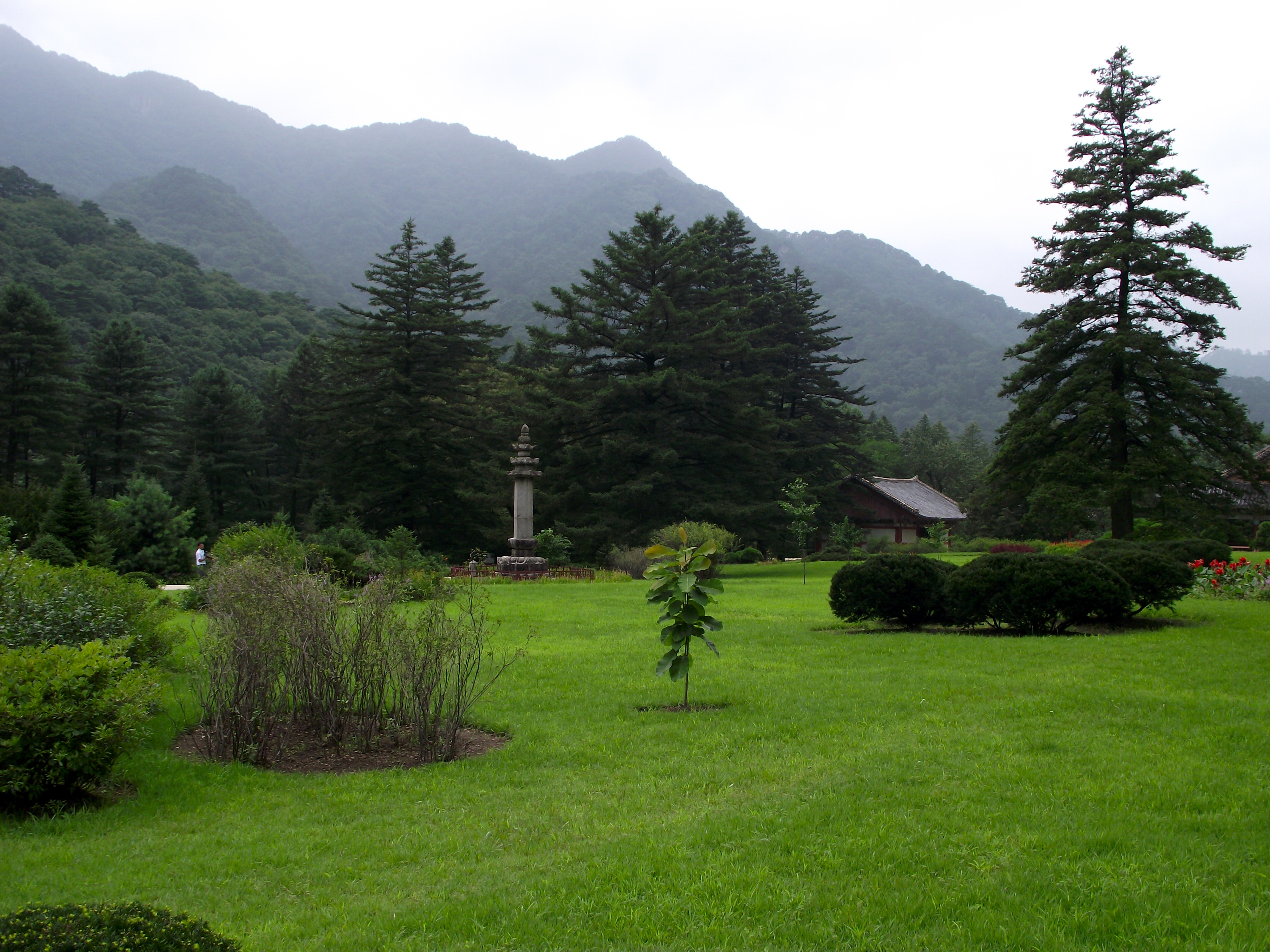
Vue des monts Myohyang depuis Pohyonsa.

Des projets sont en cours avec la compagnie Hyundai Asan pour développer l'accueil de touristes sud-coréens, en raison de l'« exceptionnelle beauté naturelle » du site selon l'UNESCO.
Parmi la vingtaine de temples bouddhistes, celui de Pohyon, construit en 1042, est l'un des sites historiques les plus célèbres des monts Myohyang.
En outre, le temple de Pohyon (hangeul : 보현사 Hanja : 普賢寺) abrite une copie de la Tripitaka Koreana, une pagode octogonale à 13 étages, une collection de 80 000 livres en bois de recueil de Sutras bouddhistes du XIIIe siècle, l'original se trouve au temple de Haeinsa dans le sud de la Corée.
Une demande d'inscription au patrimoine mondial de l'humanité de l'UNESCO a été déposée le 25 mai 2000. Le site a été reconnu comme réserve de biosphère en mai 2009.
On trouve également :

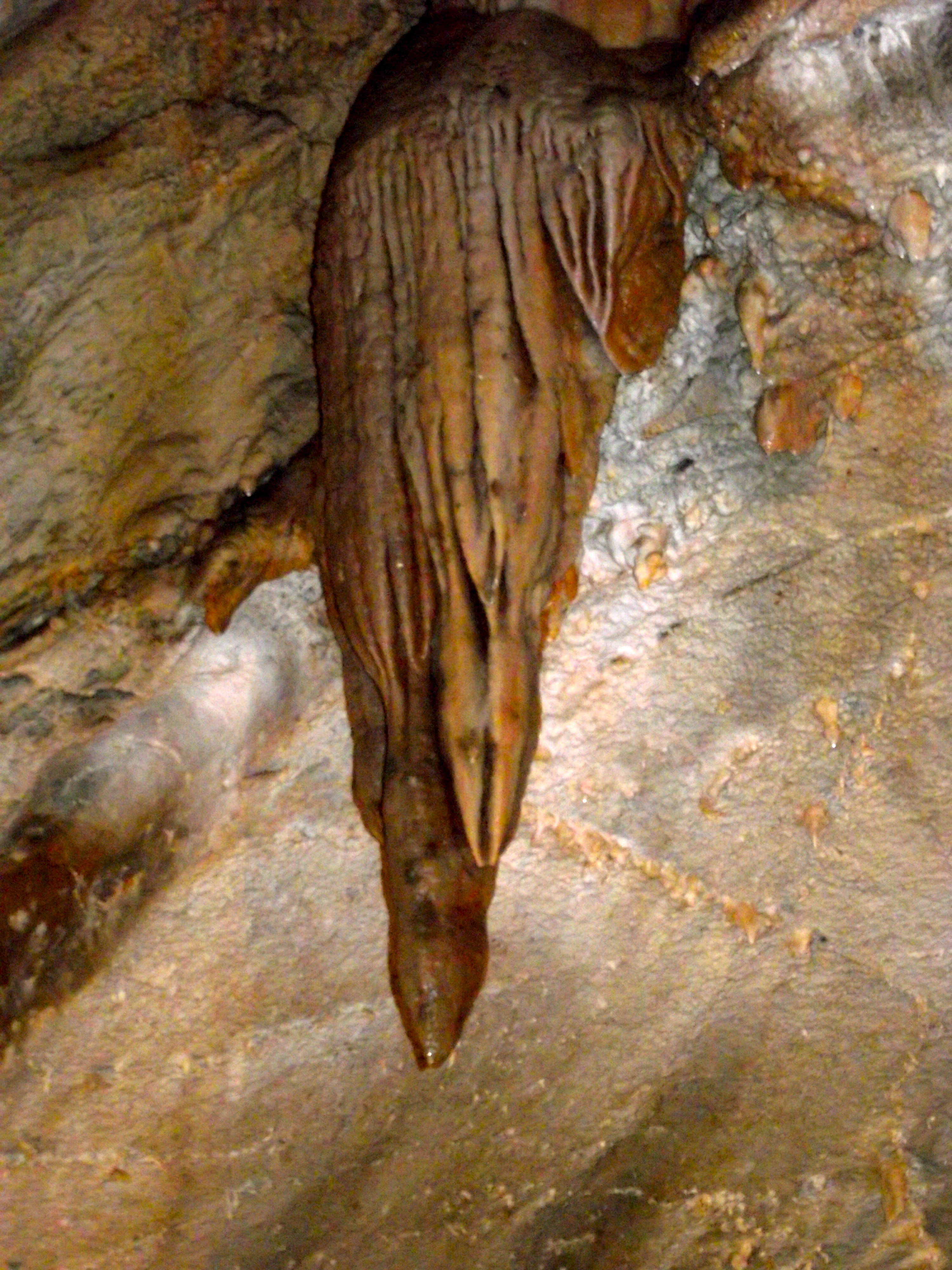
Ryongmundaegul, la grotte de la porte du dragon.

- la vallée Sangwon (hangeul : 상원동, hanja : 上元洞) et son ermitage (hangeul : 상원암, hanja : 上元庵) ;
- la vallée Manphok (hangeul : 만폭동, hanja : 萬瀑洞) ;
- Habiro (hangeul : 하비로, hanja : 下毘盧) et son ermitage (hangeul : 하비로암, hanja : 下毘盧庵) ;
- le pavillon Pulyong (hangeul : 불영대, hanja : 佛影臺) ;
- l'ermitage Kumgang (hangeul : 금강암, hanja : 金剛庵) ;
- la grotte de la porte du dragon (chosongeul : 룡문대굴 hangeul : 용문대굴, hanja : 龍門大窟).

Outre les beauté des paysages, on y trouve aussi des monuments érigés par le régime destinés à accueillir les touristes :
- le salon d'exposition de « l'amitié internationale » (hangeul : 국제친선전람관, hanja : 国際親善展覧館), où se trouvent les différents cadeaux offerts aux dirigeants nord-coréens Kim Il-sung et Kim Jong-il ;
- l'hôtel Hyangsan (hangeul : 향산호텔, hanja : 香山호텔) ;
- l'hôtel Chongchon (chosongeul : 청천려관, hangeul : 청천여관, hanja : 清川旅館).